# Терранова-ді-Полліно
Терранова-ді-Полліно (італ. Terranova di Pollino) — муніципалітет в Італії, у регіоні Базиліката,  провінція Потенца.
Терранова-ді-Полліно розташована на відстані близько 390 км на південний схід від Рима, 85 км на південний схід від Потенци.
Населення — 1235 осіб (2014).
Щорічний фестиваль відбувається 13 червня. Покровитель — Sant'Antonio di Padova.

## Демографія
Населення за роками:

Станом на 1 січня 2023 року в муніципалітеті офіційно проживало 13 іноземців з 7 країн, серед них 7 громадян країн Євросоюзу та 4 громадяни України.

## Сусідні муніципалітети
- Алессандрія-дель-Карретто
- Кастровілларі
- Черк'яра-ді-Калабрія
- К'яромонте
- Франкавілла-ін-Сінні
- Сан-Костантіно-Альбанезе
- Сан-Лоренцо-Белліцці
- Сан-Паоло-Альбанезе
- Сан-Северино-Лукано